# Perletto
Perletto (piemontiul: Përlèj) település Olaszországban, Piemont régióban, Cuneo megyében. Lakosainak száma 254 fő (2023. január 1.). Perletto Castino, Cortemilia, Olmo Gentile, San Giorgio Scarampi, Serole és Vesime községekkel határos.

## Népesség
A település lakossága az elmúlt években az alábbi módon változott:
| Lakosok száma | 289  | 275  | 254  |
|               | 2017 | 2018 | 2023 |